# ホワイト・ルシアン
ホワイト・ルシアン（英: White Russian）は、ウォッカをベースとしたカクテルの名称。ブラック・ルシアンというカクテルのバリエーションである。

## 概要
ウォッカとコーヒー・リキュール、生クリームで作るカクテルである。元となったブラック・ルシアンは生クリームを除いたウォッカとコーヒー・リキュールのみで作られる。生クリームが加わることによって、口当たりは滑らかになり、味わいはよりリッチになる。乳製品を使用したカクテルには低アルコール度数のものが多いが、本作は例外的にアルコール度数は高い。
コーヒーを飲む際にクリームが欠かせないと考える人は多い。そのような人々の嗜好に合わせる形で考案されたカクテルである。
考案されたのは1950年代である。乳製品を用いた飲み物はアルコール飲料に限らず多数考案されたが、健康志向の高まりから高脂肪の食物を避ける傾向が強まり、乳製品を用いる飲料やスープなどの大半は人気が落ちた。ホワイト・ルシアンは1998年の映画『ビッグ・リボウスキ』で印象的に用いられたこともあり、知名度が高まるとともに、人気が継続している。『ビッグ・リボウスキ』ではジェフ・ブリッジス演じる主人公のデュードが偏愛する飲料として設定されており、通常量の倍以上のホワイト・ルシアンを飲んでいるシーンが少なくとも9回はある。

## 作り方の例
レシピ
- ウォッカ - 40ml
- コーヒー・リキュール - 20ml
- 生クリーム - 20ml

作り方
1. 氷を入れたロックグラスにウォッカとコーヒー・リキュールを注ぎ、かるく混ぜる。ここで止めると、ブラック・ルシアンになる。
2. 上からクリームを注ぎ、フロートさせる。または、生クリームを注いでからしっかり混ぜる。

映画『ビッグ・リボウスキ』のデュードはスミノフ、カルーア、生クリームを使用している。

## 文化の中のホワイト・ルシアン
上述のように映画『ビッグ・リボウスキ』の影響は大きく、主人公デュードの生き方に影響を受けたデューディズムという哲学まで産み出すことになるのだが、それ以外にも以下のようなものがある。
- 『キャットウーマン』 - 2004年公開の映画。ハル・ベリー演じる主人公が冗談でウォッカとコーヒー・リキュールを入れないホワイト・ルシアンを注文する[7]。
- 『ハイっ、こちらIT課!』 - イギリス・チャンネル4製作のシットコム。リチャード・アイオアディ演じるモーリス・モスのお気に入りカクテル[7]。
- 『スーパーナチュラル』 - アメリカのテレビドラマ。天国でアルベルト・アインシュタインがホワイト・ルシアンを作るシーンがある。

## バリエーション
スリム・ルシアン
生クリームを豆乳または低脂肪乳に替える。
アンナ・クルニコワ
生クリームを無脂肪牛乳またはケフィアに替える。名前は同名のプロ・テニス選手から。
ホワイト・メキシカン
生クリームをオルジェー・シロップに替える。
ホワイト・キューバン
ウォッカをラム酒に替える。